# C/1930 L1 (Forbes)
C/1930 L1 (Forbes) ist ein Komet, der im Jahr 1930 nur mit optischen Hilfsmitteln beobachtet werden konnte.

## Entdeckung und Beobachtung
Der Komet wurde am Morgen des 31. Mai 1930 von Alexander F. I. Forbes aus seinem privaten Observatorium in Kapstadt in Südafrika mit einem 8-Zoll-Reflektor entdeckt. Es war bereits seine dritte Kometenentdeckung. Er informierte umgehend das Union-Observatorium in Johannesburg, wo bereits zwei Tage später eine genaue Positionsbestimmung durchgeführt werden konnte. Der Komet hatte zu dieser Zeit eine Helligkeit von 9 mag.
Der Komet war zunächst nur von der Südhalbkugel aus sichtbar. Er war bereits drei Wochen vor seiner Entdeckung durch seinen sonnennächsten Punkt gegangen, näherte sich aber noch weiter der Erde, so dass er noch bis Ende Juni gut sichtbar blieb. Vom Anfang bis Mitte Juni wurde der Komet regelmäßig vom Johannesburger Observatorium beobachtet, dann wurde er für Beobachter auf der Nordhalbkugel sichtbar und wurde in der letzten Juniwoche auch vom Nationalen Observatorium Athen aus verfolgt.
Ab 21. Juni konnte der Komet dann am Yerkes-Observatorium von George Van Biesbroeck und kurz darauf auch von Georg von Struve an der Berliner Sternwarte beobachtet werden. Die Helligkeit des Kometen lag zu Beginn der Beobachtungen noch bei 11 mag, sie nahm jedoch stetig weiter ab und erreichte zum Ende nur noch 15 mag. In der letzten Juni-Woche konnte ein kurzer, breiter Schweif gesehen werden. Biesbroeck setzte seine photographischen Beobachtungen bis zum 17. Juli fort, die letzte Positionsbestimmung des Kometen erfolgte am 21. Juli 1930.

## Wissenschaftliche Auswertung
Im Jahr 1952 konnte Erich Senftl an der Universitätssternwarte Wien für den Kometen aus 54 Beobachtungen über 50 Tage eine parabolische Umlaufbahn berechnen.
Edgar Everhart und Nirupama Raghavan schätzten in einer Untersuchung von 1970 die Bahnstörungen auf den Kometen durch die Planeten sowie die Veränderung seiner Bahn beim Durchgang durch das innere Sonnensystem ab.

## Umlaufbahn
Für den Kometen konnte aus 54 Beobachtungsdaten über 49 Tage nur eine unsichere parabolische Umlaufbahn bestimmt werden, die um rund 97° gegen die Ekliptik geneigt ist. Die Bahn des Kometen steht damit nahezu senkrecht gestellt zu den Bahnebenen der Planeten, er durchläuft seine Bahn gegenläufig (retrograd) zu ihnen. Im sonnennächsten Punkt der Bahn (Perihel), den der Komet am 10. Mai 1930 durchlaufen hat, befand er sich mit etwa 172,5 Mio. km Sonnenabstand im Bereich zwischen den Umlaufbahnen von Erde und Mars. Am 21. Juni kam er der Erde bis auf etwa 54,8 Mio. km (0,37 AE) nahe. An die anderen kleinen Planeten fanden keine nennenswerten Annäherungen statt.
Die Bahnexzentrizität des Kometen wurde durch nahe Vorbeigänge am Jupiter im August 1929 in etwa 3 ⅓ AE und am Saturn im Juli 1930 in etwa 8 ⅔ AE Distanz um etwa 0,00028 verringert. Aufgrund der unsicheren Ausgangsdaten kann aber keine Aussage darüber getroffen werden, ob die Bahn jetzt definitiv elliptisch ist, und ob und gegebenenfalls wann der Komet in das innere Sonnensystem zurückkehren könnte. Falls der Komet sich ursprünglich auf einer nahezu parabolischen Bahn bewegte, könnte seine Umlaufzeit jetzt aber weniger als 270.000 Jahre betragen.